# 筧裕介
筧 裕介（かけい ゆうすけ、1975年1月22日 - ）は日本のデザイナー、工学博士（東京大学大学院工学系研究科都市工学専攻〈東京大学先端科学技術研究センター〉博士後期課程修了）。
専門はソーシャルデザイン・地方創生。
NPO法人イシュープラスデザイン CEO（代表理事）。慶應義塾大学大学院システムデザイン・マネジメント研究科/ 健康マネジメント研究科 特任教授。東京医科歯科大学大学院医歯学総合研究科 グローバルヘルスリーダー養成（MPH）コース非常勤講師。多摩美術大学統合デザイン学科非常勤講師。
代表プロジェクトに震災ボランティア支援の「できますゼッケン」。育児支援の「親子健康手帳」。地域の人との出会いを楽しむ旅のガイドブックプロジェクトCommunity Travel Guide「福井人」「海士人」「三陸人」「大野人」他。「300人の地域住民と一緒に描く未来ビジョン「高知県佐川町・みんなでつくる総合計画」。認知症の方が見える世界を可視化する「認知症世界の歩き方」、持続可能な地域づくりシミュレーションゲーム「SDGsde地方創生」など。

## 人物・経歴
福井県福井市生まれ、北海道苫小牧市、東京都渋谷区、神奈川県横浜市で育つ。1998年一橋大学社会学部を卒業し、博報堂に入社。コマーシャルや広告デザインなど商業デザインに従事。マーケティング局、ストラテジックプランニング局を経て、2001年から博報堂でブランドデザイン・コンサルタントを務め、2003年から博報創名プロジェクト・プロジェクトリーダー。
その後、東京工業大学大学院社会理工学研究科経営工学専攻修士課程修了。
2008年に山崎亮らとソーシャルデザイン専門組織issue+designを設立。
社会課題解決のためのソーシャルデザインの研究・実践にあたり、 2011年には東大の博士課程を修了し、論文「低炭素ライフスタイル普及に伴う生活部門二酸化炭素排出量の削減可能性に関する研究」で博士（工学）の学位を取得。
博報堂生活総合研究所生活表現グループ上席研究員などを務め、2015年法人化した特定非営利活動法人イシュープラスデザイン理事長に就任。同年佐川町クリエイティブディレクター。2019年慶應義塾大学大学院健康マネジメント研究科、2021年同システムデザイン・マネジメント研究科特任教授。
2021年に発売した『認知症世界の歩き方：認知症の人の頭の中をのぞいてみたら』が14万部を超えるベストセラーとなる。認知症本としては異例の売上部数で、筧は認知症がある約百人に話を聴き、本人の視点でどんな困り事を抱えているかを、認知症の世界を旅する十三の物語に仕上げた。「認知症の課題解決はデザイナーの仕事、目指すは認知症とともに幸せに生きる未来だ」と新聞のインタビューで答える。

## 賞与
日本計画行政学会学会奨励賞、グッドデザイン賞BEST100・地域共生デザイン賞、仏カンヌライオンズ、英D&AD等国内外の受賞多数。
2019年グッドデザイン賞BEST100・地域共生デザイン賞、キッズデザイン賞審査委員長特別賞、竹尾デザイン賞受賞、日本計画行政学会学会奨励賞、カンヌライオンズ（フランス）、D&AD（イギリス）、Biennale Internationale Design Saint-Étienne（フランス）、Shēnzhèn Design Award（中国）他国内外で受賞多数。

## 著書
- 『中国語ネーミング開発ハンドブック』（莫邦富と共著、日本能率協会マネジメントセンター、2005年9月26日）　ISBN 978-4820743132
- 『ソーシャルデザイン実践ガイド』（英治出版、2013年9月10日）　ISBN 978-4862761491
- 『人口減少×デザイン』（英治出版、2015年6月2日）　ISBN 978-4862762115
- 『持続可能な地域のつくり方 : 未来を育む「人と経済の生態系」のデザイン : 実践地方創生×SDGs』（英治出版、2019年5月9日）　ISBN 978-4862762511
- 『認知症世界の歩き方：認知症の人の頭の中をのぞいてみたら』（ライツ社、2021年9月15日）　ISBN 978-4909044327

### 監修
- 『地域を変えるデザイン』（英治出版、2011年11月28日）　ISBN 978-4862761286
- 『みんなでつくる総合計画』（学芸出版社、2016年4月6日）　ISBN 978-4761526214

## 出演

### テレビ
- 『newsランナー』（関西テレビ）[19]

### ラジオ
- 『嶌信彦 人生百景「志の人たち」』（TBSラジオ）[20]
- 『ハート・リング健康Radio ～認知症と手をつなごう』（文化放送）[21]
- 『阿部亮のNGO世界一周!』（ニッポン放送）[22]

### 新聞
- 『日本経済新聞』 - 認知症世界の歩き方　筧裕介著～当事者の感じ方「旅行記」に[23]
- 『中日新聞』 - ヒットデザイナーの秘密[18]
- 『聖教新聞』[24]
- 『週刊高齢者住宅新聞』（高齢者住宅新聞社）[24]

ほか

### 雑誌
- 『週刊東洋経済』（東洋経済新報社）[24]
- 『エコノミスト』（毎日新聞出版）[25]
- 『月刊PHP』（PHP研究所）[24]
- 『季刊へるぱ！』（一般財団法人医療経済研究・社会保険福祉協会）[24]
- 『週刊医学会新聞』（医学書院）[24]
- 『週刊実話』（日本ジャーナル出版）[26]
- 『週刊文春』（文藝春秋）[27]

ほか